# Michel Houel
Michel Houel (Condé-Sainte-Libiaire, Isla de Francia; 8 de noviembre de 1942-Caen, Normandía; 30 de noviembre de 2016) fue un político francés, miembro del Partido Unión por un Movimiento Popular (UMP) (desde 2015 refundado como Los Republicanos).
Fue senador del departamento de Sena y Marne del 26 de septiembre de 2004 hasta su fallecimiento, el 30 de noviembre de 2016. Fue maire de su ciudad natal (Condé-Sainte-Libiaire) entre 1977 y 2001, y maire de Crécy-la-Chapelle entre 2001 y 2015. También fue miembro del Consejo Económico y Social de Francia.
El 16 de noviembre de 2016 sufrió un paro cardíaco y fue ingresado en el hospital de Caen, donde falleció el 30 de noviembre de 2016.